# Bitwa na Kozim Rynku
Bitwa na Kozim Rynku – bitwa stoczona 29 czerwca 1863 roku w uroczysku Kozi Rynek w Puszczy Augustowskiej pomiędzy oddziałem Józefa Ramotowskiego „Wawra” a wojskami rosyjskimi w czasie powstania styczniowego.
W kwietniu 1863 roku oddział Józefa Ramotowskiego ukrywał się na Kozim Rynku, korzystając z naturalnej osłony bagien oraz pomocy miejscowej ludności. Następnie od kwietnia do czerwca oddział przemieszczał się w środkowej części guberni augustowskiej, staczając kilka potyczek. 28 czerwca pobił Rosjan w bitwie pod Gruszkami, a następnie wycofał się do dawnego obozowiska na Kozim Rynku, aby odpocząć przed planowanym przejściem w okolice Łomży. 
29 czerwca oddział został jednak otoczony na Kozim Rynku przez ścigających go 6 kompanii piechoty rosyjskiej i kozaków pod dowództwem Karlstötta i Makarowskiego. Kozi Rynek, będący dobrym miejscem na obozowisko, nie nadawał się do obrony i rozwinięcia szyku. O godz. 3 nad ranem Rosjanie rozpoczęli ostrzał, a pół godziny później atak na oddział powstańców sformowany do wyjścia i zajęcia pozycji. Powstańcy zdążyli wcześniej odesłać rannych, zaś sami wycofywali się w trudnym bagnistym terenie, tracąc około 1/3 składu, w większości rozproszonych, oraz 14 zabitych i 17 rannych. Bez strat wycofała się tylko jazda licząca 48 koni. Następnego dnia wokół Ramotowskiego zebrało się ponownie ok. 400 ludzi.
W trakcie bitwy Rosjanie zdobyli sztandar, polową kapliczkę z przyborami do mszy, apteczkę, kuźnię polową, dokumenty, zapasy prochu, kul i żywności. Całą kampanią przeciw Ramotowskiemu kierował naczelnik wojskowy guberni gen. Emil de Sayn Wittgenstein, który po bitwie zorganizował tryumfalny powrót wojsk rosyjskich do Suwałk. Żołnierzy poprzedzała orkiestra, prowadzono jeńców i prezentowano zdobyty sztandar oraz armatę.
Bitwa była końcowym etapem trzymiesięcznej kampanii Ramotowskiego w środkowej części guberni augustowskiej. Po bitwie oddział Ramotowskiego wycofał się w okolice Łomży. Walki w Puszczy Augustowskiej straciły na intensywności. W sierpniu oddział powrócił w te okolice, zaś 3 września Ramotowski stoczył ostatnią, przegraną bitwę pod Skieblewem, po której przedostał się do Prus Wschodnich.
Obecnie miejsce bitwy leży na terenie rezerwatu przyrody Kozi Rynek. Znajduje się tam mogiła powstańców, krzyż oraz pamiątkowy obelisk, ustawiony w 1989. Obok miejsca pamięci przebiega ścieżka dydaktyczna, przygotowana przez Nadleśnictwo Augustów.